# Glicerol-3-fosfat 1-dehidrogenaza (NADP+)
Glicerol-3-fosfat 1-dehidrogenaza (+) (EC 1.1.1.177, glicerol fosfat (nikotinamid adenin dinukleotid fosfat) dehidrogenaza, L-glicerol 3-fosfat:+ oksidoreduktaza, glicerin-3-fosfatna dehidrogenaza, NADPH-zavisna glicerin-3-fosfatna dehidrogenaza, NADP-specifična glicerol 3-fosfatna 1-dehidrogenaza) je enzim sa sistematskim imenom sn-glicerol-3-fosfat:NADP+ 1-oksidoreduktaza. Ovaj enzim katalizuje sledeću hemijsku reakciju
-glicerol 3-fosfat + + {\displaystyle \rightleftharpoons } D-gliceraldehid 3-fosfat + +

## Literatura
- Nicholas C. Price; Lewis Stevens (1999). Fundamentals of Enzymology: The Cell and Molecular Biology of Catalytic Proteins (Third изд.). USA: Oxford University Press. ISBN 019850229X.
- Eric J. Toone (2006). Advances in Enzymology and Related Areas of Molecular Biology, Protein Evolution (Volume 75 изд.). Wiley-Interscience. ISBN 0471205036.
- Branden C; Tooze J. Introduction to Protein Structure. New York, NY: Garland Publishing. ISBN 0-8153-2305-0.
- Irwin H. Segel. Enzyme Kinetics: Behavior and Analysis of Rapid Equilibrium and Steady-State Enzyme Systems (Book 44 изд.). Wiley Classics Library. ISBN 0471303097.
- William P. Jencks (1987). Catalysis in Chemistry and Enzymology. Dover Publications. ISBN 0486654605.

## Spoljašnje veze
- Glycerol-3-phosphate+1-dehydrogenase+(NADP+) на 